# La Vraie-Croix
La Vraie-Croix en idioma francés y oficialmente, Langroez en bretón,  es una localidad y comuna francesa en la región administrativa de Bretaña , en el departamento de Morbihan. 
Sus habitantes reciben el gentilicio de langroëziens y langroëziennes.

## Demografía
| 630 | 666 | 723 | 835 | 1068 | 1068 |
| Para los censos de 1962 a 1999 la población legal corresponde a la población sin duplicidades (Fuente: INSEE [Consultar]) |     |     |     |      |      |

## Lugares de interés
Antiguo castrum galo-romano de Nal